# Georges Dubois (rzeźbiarz)
Georges Dubois (ur. 18 marca 1865 w Paryżu, zm. 17 maja 1934 tamże) – francuski rzeźbiarz.
Podczas Letnich Igrzysk Olimpijskich 1912 uzyskał srebrny medal w kategorii rzeźby za model wejścia na nowoczesny stadion. Wykonał popiersie Fryderyka Chopina dla pomnika w Ogrodzie Luksemburskim, które zaginęło podczas II wojny światowej.

## Rzeźby
- Cet âge est sans pitié (1889)
- Siècles futurs (1891)
- Après la faute (1899)